# Zbywaczówka
Zbywaczówka – przysiółek wsi Jaroszowice położonej w Polsce w województwie małopolskim, w powiecie wadowickim, w gminie Wadowice.
W latach 1975–1998 miejscowość administracyjnie należała do województwa bielskiego.
W Zbywaczówce urodzili się:
- Rudolf Bucki – żołnierz Armii Krajowej i partyzantki antykomunistycznej, działacz NSZZ „Solidarność”.
- Marian Pióro – żołnierz Armii Krajowej[4].